# Yumi Ishikawa
Yumi Ishikawa (石川 優実, Ishikawa Yumi)
née le 1er janvier 1987, est une actrice, mannequin, autrice et activiste japonaise. Elle est à l'origine du Mouvement KuToo. En 2019, elle fait partie de la liste 100 Women publiée par la BBC.

## Biographie

### Jeunesse
Née le 1er janvier 1987 à Komaki, dans la préfecture d'Aichi, Ishikawa grandit à Tajimi, dans la préfecture de Gifu.

### Carrière
En 2004, Ishikawa commence sa carrière en tant mannequin. Elle publie de nombreuses photos et remporte le concours Cream Girl du magazine Cream. 
Elle commence sa carrière d'actrice en 2008. En 2014, elle joue dans le film Onna no Ana. Elle est également apparue dans les films Yuwaku wa Arashi no Yoru ni et Itsuka no Natsu.

### Mouvement #KuToo
En janvier 2019, Ishikawa écrit un témoignage concernant l'obligation de porter des talons hauts au travail, qui a été partagé près de 30 000 fois sur Twitter. Elle lance une pétition en ligne pour demander une loi interdisant aux employeurs de forcer les femmes à porter des talons hauts. Le nom du mouvement KuToo dérive des mots japonais pour chaussures (kutsu) et douleur (kutsū), ainsi que du mouvement Me Too. En juin 2019, Ishikawa soumet la pétition au ministère de la Santé, du Travail et du Bien-être.

## Reconnaissance
En octobre 2019, Ishikawa est incluse sur la liste annuelle des 100 femmes de la BBC.

## Filmographie

### Longs métrages
- Onna no Ana (2014)
- Yuwaku wa Arashi no Yoru ni (2016)
- Itsuka no Natsu (2018)

### Livres photos
- Act.1 (2014) (ISBN 9784812489239)
- Watashi no Naka no Akuma (2015) (ISBN 9784801905740)